# Joan de Gras i Sans
Joan de Gras i Sans va ser un cavaller i escriptor nascut a Reus el 1612.
Membre d'una família benestant era doctor en dret, i va ser veguer de la ciutat de Tarragona. Partidari de Felip IV de Castella, aquest li atorgà el 1646 el privilegi de cavaller, i el 1676 el de noble. Va voler guanyar posicions i el 1661 es traslladà a Madrid i s'instal·là a la cort. La presència de Gras a Madrid va ser aprofitada pel Capítol de la Catedral de Tarragona per demanar-li que resolgués diverses qüestions. Va publicar Ramillete christiano, urbano y político, una mena de manual de comportament molt a l'ús de les obres del segle xvii de moral religiosa. Va morir a Madrid el 1683.